# بادافشان
بادافشان هي قرية في مقاطعة أصفهان، إيران. يقدر عدد سكانها بـ 170 نسمة بحسب إحصاء 2016.